# Simon Anumba
Simon Ikechukwu Junior Anumba (Reggio Emilia, 28 agosto 1996) è un cestista italiano di origini nigeriane.

## Biografia
È fratello maggiore di Micheal Anumba, anch'egli cestista.

## Carriera
Nato e cresciuto a Reggio Emilia, è un prodotto del settore giovanile della Pallacanestro Reggiana. Nel 2013-2014, oltre ad aver disputato la Divisione Nazionale Giovanile con Reggio, ha anche mosso i primi passi nei campionati senior con il prestito alla Pallacanestro Correggio in Serie C Regionale.
La sua permanenza presso le giovanili reggiane e la prima squadra correggese è durata fino all'ottobre 2014, poi si è trasferito in Inghilterra insieme alla sua famiglia. Qui, oltre a studiare all'Università di Salford, ha anche giocato (insieme al fratello Michael) nei Manchester Magic, formazione militante in NBL Division 1 ovvero la seconda serie nazionale.
Dopo le quasi tre stagioni passate in Gran Bretagna, nel settembre 2017 è tornato a far parte di una squadra italiana con l'ingaggio da parte della Polisportiva Battipagliese, impegnata nel campionato di Serie B 2017-2018. Con 13,0 punti di media è stato il secondo miglior realizzatore della squadra in regular season. A livello di squadra, invece, il club campano ha ottenuto la salvezza ai play-out.
In vista della stagione 2018-2019, è stato chiamato in Serie A per completare il roster dell'Auxilium Torino inizialmente allenata da Larry Brown, coach presente nella Hall of Fame. Il debutto di Anumba nella massima serie italiana è avvenuto il 13 ottobre 2018, quando ha giocato un minuto nella vittoria interna della seconda giornata contro Trieste. Nel corso dell'annata, tuttavia, ha trovato poco spazio essendo stato utilizzato solo in dieci partite di regular season, una dei play-off ed otto di Eurocup.
Nell'ottica di trovare un maggiore minutaggio, nel settembre 2019 è tornato a giocare in Serie B accordandosi con i Raggisolaris Faenza. Oltre alle qualità difensive, ha realizzato anche 10,3 punti di media venendo utilizzato sia da guardia che da ala piccola che da ala grande, guadagnandosi la conferma anche per il campionato successivo.
Nel luglio 2021 ha firmato un contratto annuale con i Tigers Cesena, altra formazione del campionato di Serie B. In 29 partite di regular season ha viaggiato a 11,2 punti a gara, saliti a 12,3 nelle quattro partite dei play-out vinti contro Montegranaro.
Il 22 luglio 2022 è stato presentato come nuovo giocatore di Rinascita Basket Rimini, formazione neopromossa nella Serie A2 2022-2023 che nei tre anni precedenti aveva sempre affrontato le squadre di Anumba. Al suo primo campionato in A2, in 33 presenze tra prima fase, seconda fase e play-off, l'ala italo-nigeriana ha messo a referto 6,9 punti in 24,3 minuti di utilizzo medio. A fine campionato è stato confermato anche per la stagione 2023-2024, nella quale ha totalizzato medie pari a 6,8 punti e 5,2 rimbalzi. Nel 2024-2025 ha cominciato la sua terza annata con il club riminese, nella quale realizza 4,5 punti in 20,1 minuti di media in una regular season che ha visto i biancorossi chiudere al secondo posto, e 1,3 punti nei 9,9 minuti a gara concessigli da coach Sandro Dell'Agnello.
Il 26 giugno 2025, dopo il triennio riminese, viene ufficializzato dalla Fortitudo Bologna, altra formazione militante in Serie A2.